# 下坝乡 (武平县)
下坝乡，是中华人民共和国福建省龙岩市武平县下辖的一个乡镇级行政单位。

## 行政区划
下坝乡下辖以下地区：
下坝村、贵扬村、福兴村、露冕村、大田村、大成村、石营村、园丰村和美溪村。